# جيمس آرثر (شاعر)
جيمس آرثر هو شاعر كندي، ولد في 31 يوليو 1974 في نيو هيفن في الولايات المتحدة.

## وصلات خارجية
- الموقع الرسمي